# Amňa
Amňa (rusky Амня) je řeka v Ťumeňské oblasti v Rusku. Je 374 km dlouhá. Povodí má rozlohu 7 210 km².

## Průběh toku
Pramení v Západosibiřských úvalech a teče přes bažiny. Je to levý přítok řeky Kazym (povodí Obu) na jejím 138 říčním kilometru.

## Vodní režim
Zdroj vody je smíšený s převahou sněhového. Průměrný roční průtok vody ve vzdálenosti 14 km od ústí činí 61,8 m³/s. Na jaře a v létě je stav vody nejvyšší. Maximum nastává v květnu.